# شینسن جیکئو
شینسن جیکئو (به ژاپنی: 新撰字鏡, Shinsen jikyō) قدیمی‌ترین کتاب لغت‌نامهٔ ژاپنی است. این لغت‌نامه در مورد طرز تلفظ حروف چینی یا کانجی به حروف ژاپنی یا هیراگانا نوشته شده‌است. این لغت‌نامه در دوره هی‌آن و طی سال‌های ۹۰۱–۸۹۸ تدوین شده‌است.